# چاکتاو لیک (اوهایو)
چاکتاو لیک (به انگلیسی: Choctaw Lake) یک منطقهٔ مسکونی در ایالات متحده آمریکا است که در شهرستان مدیسون، اوهایو واقع شده‌است. چاکتاو لیک ۳٫۱ کیلومتر مربع مساحت و ۱٬۵۶۲ نفر جمعیت دارد و ۳۱۷ متر بالاتر از سطح دریا واقع شده‌است.